# Paisaje cubano con lluvia
Paisaje cubano con lluvia (Paysage cubain avec pluie en espagnol) est une œuvre pour quatre guitares écrite par le compositeur cubain Leo Brouwer en 1984.

## Histoire
Cette œuvre fait partie de la troisième phase créatrice de Leo Brouwer, après une phase nationaliste et une phase d'avant-garde, caractérisée par une « nouvelle simplicité ». Elle présente une certaine forme de minimalisme, tout en reprenant des traits de l'héritage de la musique afro-cubaine, s'inspirant en particulier du batá, un instrument à percussion.
Par son titre, l'œuvre évoque la pluie. Les premières notes font penser aux premières gouttes de pluie qui tombent, avant de devenir de plus en plus dense. Le compositeur semble recourir à l'imitation pour rendre musicalement l'idée de la pluie, le son de la pluie étant plus rythmique que mélodique.
Elle fait partie d'une série d'œuvres comprenant également Paisaje Cubano con Campanas (1986), Paisaje Cubano con Rumba (1989) et Paisaje cubano con tristeza (1996).

## Discographie
- Quaternaglia, Quaternaglia, JHO-NC-4004, 1995
- Quartetto Torres, GuitarsLa Bottega Discantica – 54, 1999
- Elena Càsoli, StrongStrangeStrings, Stradivarius, 2003
- Edin Karamazov, Confronting Silence, Cantus, 2004
- Fandango, Uarekena, Atma Classique – ACD2 2707, 2014
- Leo Brouwer: Complete Works For Guitar Ensemble, Camerata Argentina de Guitarras, Martín Marino, 2019
- Tetraktys Guitar Quartet, Per Suonare a Quattro, Cero Records, 2020